# Гильмен, Антуан
Жан Бати́ст Антуа́н Гильме́н (фр. Jean Baptiste Antoine Guillemin, 20 января 1796 — 15 января 1842) — французский ботаник и доктор медицины.    

## Биография
Антуан Гильмен родился в Пуйи-сюр-Сон 20 января 1796 года.
В 1814 году он отправился в Женеву, где учился вместе с Жаном-Пьером Этьеном Воше (1763—1841) и Огюстеном Пирамом Декандолем (1778—1841).
В 1820 году Гильмен приехал в Париж, где он стал куратором гербария и библиотеки Жюля Поля Бенжамена Делессера (1773—1847). В 1832 году Гильмен получил степень доктора медицины.
С Ашилем Ришаром (1794—1852) и Самюэлем Перротте (1793—1870) он опубликовал Florae Senegambiae tentamen, seu, Historia plantarum in diversis Senegambiae regionibus a peregrinatoribus Perrottet et Leprieur detectarum. T. 1 (1830—1833).
Жан Батист Антуан Гильмен умер в Монпелье 15 января 1842 года.

## Публикации
- J A Guillemin. Icones lithographicæ plantarum Australasiæ rariorum. Parisiis; Londini et Argentorati: Treuttel et Wurtz, 1827[3].
- J A Guillemin. Archives de botanique; ou, Recueil mensuel de mémoires originaux, d'extraits et analyses bibliographiques, d'annonces et d'avis divers concernant cette science. Paris, Bureau des archives, 1833[4].
- J A Guillemin; G S Perrottet; Achille Richard. Florae Senegambiae tentamen, seu, Historia plantarum in diversis Senegambiae regionibus a peregrinatoribus Perrottet et Leprieur detectarum. T. 1. Parisiis, Treuttel et Wurtz, 1830—1833[2].
- Jean B Antoine Guillemin. Considérations sur l'amertume des végétaux, suivies de l'examen des familles naturelles où cette qualité physique est dominante. Paris: impr. Didot le jeune, 1832[5].
- J A Guillemin; J -B Dumas. Observations sur l'hybridité des plantes en géneral: et particulièrement sur celle de quelques gentianes alpines. Paris, 1823[6].